# Ladislao F. Meza
Ladislao Felipe Meza Landaveri (Huaraz, 12 de junio de 1893 - Lima, 1925) fue un dramaturgo y periodista peruano.

## Biografía
Sus padres fueron el sargento mayor Ladislao Meza Carballido y la dama caracina doña María Rosa Landaveri. Inició su estudio en el colegio particular dona Felicitas Alzamora donde se educaban los hijos de connotadas familias, luego curso sus estudios en el colegio “La Libertad” (1901 -1907). Ladislao Felipe Meza Ladavery Viajó a Lima y estudió en la Universidad Mayor de San Marcos entre 1909 a 1915. De recio temperamento, amplia visión cósmica de la naturaleza campesina y de sus pasiones. Fue un dadaísta auténtico por su vestimenta estrafalaria para ridiculizar a los petimetres. Con ancho sombrero y poncho se paseaba por el jirón de la Unión que era el centro del Perú y su capital el Café Concert donde se reunía lo graneado de la intelectualidad capitaneado por el “Conde de Lemos” que decía que él era el Café Concert y por lo tanto el Perú. El “Cholo Meza” gran serrano se le enfrentó cuando le dijo: “Al volver a tu tierra di que me has dado la mano” y él en respuesta le dijo: “Cuando vuelvas a la tuya di que has recibido una  bofetada del “Cholo Meza” y le dio la bofetada. Es una anécdota que retrata el carácter indomable de Ladislao en la “Belle Epoque” de Lima. En ese año 1911, la actitud viril que asumió Meza hizo su ingreso al periodismo, por las puertas de “El Comercio” a donde escribe crónicas parlamentarias y cuentos. En 1916 comenzó a escribir “La Crónica”, en la revista “Variedades”, “Lulú” y “Sudamérica”; en el diario “La Prensa” y en la revista “Ancash Ilustrado” que dirigió Benjamín Valverde.

En 1916 se fundó el diario “El Tiempo” en abierta oposición al gobierno civilista de José Pardo. Su plana de redacción la conformaron experiodista de “La Prensa” como José Carlos Mariátegui, César Falcón y Ladislao F. Meza, bajo la dirección de Antonio Encinas, primero y de Pedro Ruiz Bravo después.

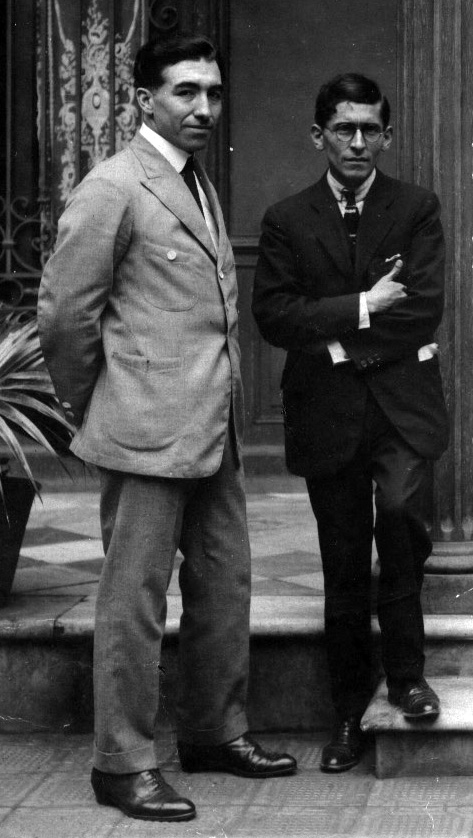
Meza y Mariátegui en Lima, 1924.

## Obras

### En periódicos
Publicó en los periódicos El Comercio y  El Tiempo. Entre sus crónicas noveladas más recordados tenemos
- Maria Soledad (1924),
- Vidas Grises (1925),
- Un hombre fuerte (1926).

### Narrativa
Algunos de sus destacados cuentos se publicaron en la revista Mundial. Puso en escena obras como 
- La Ciudad Misteriosa (1915),
- El Demonio llega (1916),
- El Tablado de los Miserables (1916).

### Creación autoral diversa
Entre otras obras  se encuentran 
- Padres Malditos,
- Los lirios rojos,
- Safarrancho de combate,
- La Feria de Arlequines,
- No es nada lo del ojo,
- La Novia de Todos,
- La estatua que venció el amor,
- Las piedras del camino,
- La miseria del triunfador,
- Castillo de Melancolía,
- y La vida al rojo.

## Homenaje
En 1960, Augusto Peñaloza, diputado por Junín en esa ocasión, pidió en su cámara que una plaza de Huaraz se rotulase con el nombre del titular de este artículo: Ladislao Meza.

## Enlaces
- La narrativa modernista en Ancash (enlace roto disponible en Internet Archive; véase el historial, la primera versión y la última).

- La literatura peruana según César Vallejo (La República) (enlace roto disponible en Internet Archive; véase el historial, la primera versión y la última).

- Datos: Q5968752
- Multimedia: Ladislao Felipe Meza Landaveri / Q5968752